# Суходский, Владимир Алексеевич
Суходский Владимир Алексеевич (1 сентября 1884, Москва — 1966, Москва) — инженер-металлург, инженер-химик, изобретатель, кандидат химических наук, профессор, заведующий кафедрой физической химии и теоретической химии в ЛИИ, начальник химической лаборатории Остехбюро, разработчик первых советских радиоламп с оксидным катодом, кавалер ордена Св. Станислава 3-й степени (1916 г.), кавалер ордена "Знак почета" (1936 г.)

## Биография
Родился 1 сентября 1884 года в Москве[по какому календарю?] в семье священника церкви Николая Чудотворца в Хамовниках, Алексея Николаевича Суходского (1854—?), окончившего в 1879 году Московскую духовную академию.
В 1903 году окончил гимназию с золотой медалью и в тот же год поступил на металлургическое отделение Санкт-Петербургского политехнического института. В 1909 году окончил институт и оставлен в нём стипендиатом для подготовки к профессорскому званию. С 1912 года преподаватель математики в Санкт-Петербургской женской гимназии принцессы Е. М. Ольденбургской и преподаватель по кафедре физической химии и теоретической электрохимии в Политехническом институте. В 1916 году был награждён орденом Святого Станислава 3-й степени.
В 1918—1920 годах был сотрудником Сланцевого комитета. С 1924 года, одновременно с преподаванием в Ленинградском политехническом институте — начальник химической лаборатории в Остехбюро. В 1936 году «за важные работы по оборонной тематике, выполненные в Остехбюро» был награждён орденом «Знак Почёта»: разработал метод нанесения окислов щелочноземельных металлов на платину и никель с целью получения оксидного катода для усилительных ламп, занимался вопросами устойчивых щелочных аккумуляторов, а также батарей для мин. Метод, предложенный В. А. Суходским, использовался в советской электронной промышленности многие десятилетия.
В. А. Суходский — автор 21 научной работы и 3 изобретений.
В 1937 году представлен Учёным советом ЛПИ к докторской степени без защиты диссертации, но Высшей аттестационной комиссией был утверждён только в степени кандидата химических наук. Был профессором и заведующим кафедрой физической химии и теоретической электрохимии Ленинградского политехнического института.
При разгроме Остехбюро был обвинён в участии в контр-революционной группе. Приговорен (ОСО НКВД, 20.10.1939, ст. 17-58-8,10,11) к 5 годам ИТЛ. В заключении находился на Северном Урале, в Ухтпечлаге (пос. Чибью Коми АССР), с сентября 1943 года — в Бутырской тюрьме Москвы в качестве специалиста лаборатории НКВД. После освобождения по отбытии срока, оставлен работать по вольному найму в в/ч 568 в должности старшего инженера. Вторично осужден 4 марта 1950 года по ст. 58-10 Особым совещанием при МГБ СССР, приговорен к 8 годам ИТЛ. В заключении работал в в/ч 126 в Красноярске. После освобождения был старшим научным сотрудником Всесоюзного Алюминиево-магниевого института в Москве.
Постановлением Президиума Ленинградского городского суда 14.08.1959 года полностью реабилитирован за отсутствием состава преступления.
Умер в 1966 году в Москве.